# Juan Eusebio Nieremberg

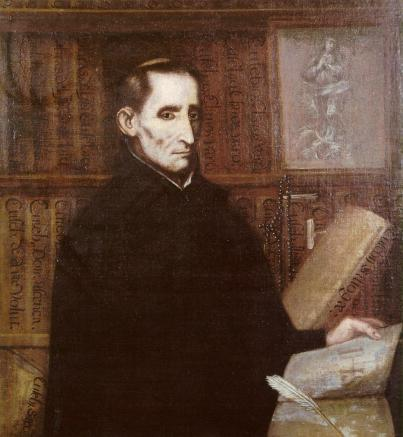
Juan Eusebio Nieremberg.

Juan Eusebio Nieremberg (* 1595 in Madrid; † 7. April 1658 in Madrid) war ein spanischer Jesuit und Mystiker.

## Leben
Nieremberg wurde in Madrid geboren und starb auch dort, seine Eltern waren jedoch Deutsche. Er studierte die Klassiker am königlichen Hof, Wissenschaften in Alcalá de Henares und Kanonisches Recht in Salamanca.
1614 schloss er sich der Gesellschaft Jesu an und übernahm in der Folge die Stellung eines Lehrers für Heilige Schriften am Jesuitenseminar in Madrid. Diese Stellung behielt er bis zu seinem Tod.
In frommeren Kreisen wurde er hoch geschätzt als Verfasser von De la afición y amor de Jesus (1630) und De la afición y amor de María (1630). Beide Werke wurden ins Arabische, Niederländische, Französische, Deutsche, Italienische und Lateinische übersetzt. Diese Werke, zusammen mit Prodigios del amor divino (1641), sind heute vergessen, aber Nierembergs Version (1656) der Imitatio ist noch immer beliebt, und seine sprachgewandter Traktat De la hermosura de Dios y su amabilidad (1649), ist die letzte klassische Ausführung der Mystik in der Spanischen Literatur.
Nieremberg verfügte nicht über die verzückte Vision der Teresa von Avila, oder die philosophische Bedeutung des Luis de León und die gleichbleibende Süße seines Stils ist ermüdend, aber er verfügte über Erhöhung, Salbung, Einsicht und sein Buch gilt als ein würdiger Schluss einer großen literarischen Tradition.
Sein Werk über das Leben Ignatius von Loyolas Vida del glorioso patriarcha San Ignacio de Loyola wurde per Dekret der Glaubenskongregation vom 2. September 1642 auf den Index gesetzt mit dem Vermerk donec corrig[atur] – „bis es berichtigt wird“.

## Ehrungen
Die spanischen Botaniker Ruiz y Pavón (Hipólito Ruiz López & Jose Antonio Pavón y Jimenez) benannten eine Pflanze aus der Gruppe der Tabakpflanzen (Nachtschattengewächse) in ihrer Flora Peruvianae, et Chilensis Prodromus (1794) nach Nieremberg Nierembergia.

## Werke

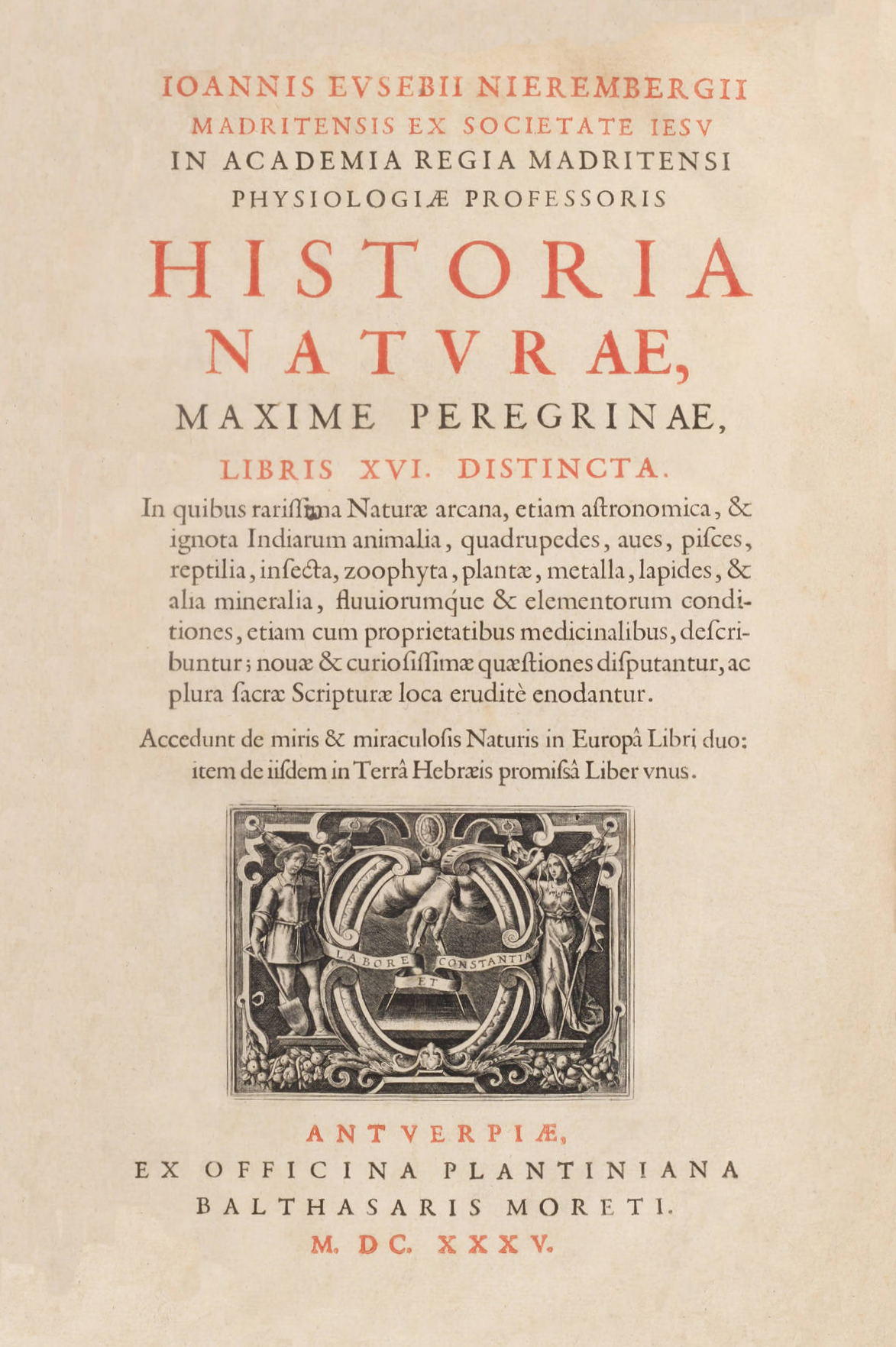
Historia natvrae, maxime peregrinae (libris XVI). 1635.

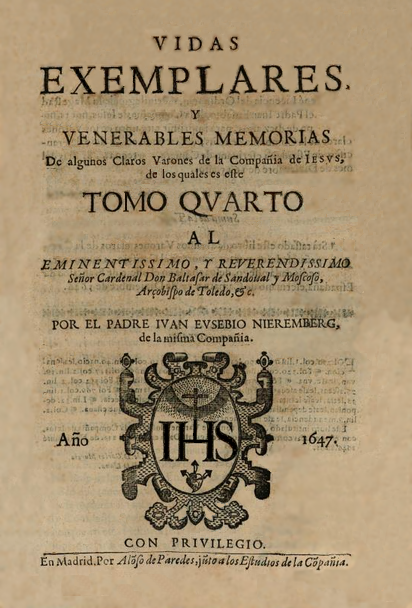
Vidas ejemplares y venerables memorias de algunos claros varones de la Compañía de Jesús (tomo cuarto). 1647.

- Obras y Días. Manual de Señores y Principes; en que se Propone con su Pureza y Rigor la Especulación y Ejecución Política, Económica y Particular de Todas las Virtudes. Madrid, 1628.
- Centuria de dictámenes prudentes. Quiñones, Madrid, 1641.
- Prolusión a la doctrina e historia natural. Madrid, 1629.
- Sigalion sive de sapientia mythica. Madrid, 1629; Lyon, 1642.
- Curiosa Filosofía y cuestiones naturales. Imprenta del Reino, Madrid, 1630.
- Vida del glorioso Patriarca San Ignacio de Loyola. Madrid, 1631.
- De adoratione in spiritu et veritate. Amberes, 1631.
- De arte voluntatis. Lyon, 1631.
- De la afición y amor de Jesús. 1630?; Madrid, 1632.
- De la afición y amor de María. 1630?; Madrid, 1632.
- Vida Divina y Camino Real de Grande Atajo para la Perfección. Madrid, 1633; 1633.
- Oculta Filosofía. Barcelona, 1645.
- Curiosa y oculta filosofia: primera y segunda parte de las marauillas de la naturaleza, examinadas en varias questiones naturales... Tercera impression añadida por el mismo autor. Alcalá: Imprenta de María Fernández, a costa de Juan Antonio Bonet, 1649.
- Libro de la vida de Jesús crucificado, impreso en Jerusalén con su sangre. Barcelona, 1634.
- Historia naturae, maxime peregrinae. Amberes, 1634.
- Trophaea mariana seu de victrice misericordia Deiparae, gefolgt von De virginitate S.S. Dei Matris apologetica dissertatio. Amberes, 1638.
- Del aprecio y estima de la gracia divina, que nos mereció el Hijo de Dios, con su Preciosa Sangre, y Pasión. Juan Sánchez, Madrid, 1638; Hospital Real y General, Zaragoza, 1640.
- Compendio de la vida del V.P. Martin Gutiérrez. Madrid, 1639.
- De la diferencia entre lo temporal y lo eterno, y Crisol de Desengaños. Madrid, 1640, 1654; Imprenta Real, Madrid, 1675.
- Práctica del Catecismo romano y doctrina cristiana. Diego Díaz de la Carrera, Madrid 1640, 1641; Imp. María de Quiñones, Madrid, 1646.
- Vida del dichoso y venerable Padre Marcelo Francisco Mastrilli. Madrid, 1640.
- Flores espirituales en que se proponen varios puntos muy provechosos para las almas. Madrid, 1640.
- Prodigio del amor divino y finezas de Dios con los hombres. Juan Sánchez, Madrid, 1641.
- De la hermosura de Dios y su amabilidad por las Infinitas Perfecciones del Ser Divino. Juan Sánchez, Madrid 1641.
- Theopoliticus sive brevis illucidatio et rationale divinorum operum atque providentia humanorum. Amberes, 1641.
- Causa y remedio de los males públicos. Francisco de Robles, Madrid, 1642.
- Consuelo de las almas escrupulosas y su remedio. Madrid, 1642.
- Dictámenes de espíritu. Puebla de Los Ángeles, 1642.
- Tratado sobre el lugar de los Cantares. Veni de Libano Explicado de la perfección religiosa. Madrid: Francisco Maroto a costa de Francisco de Robles, mercader de libros, 1642.
- Ideas de virtud en algunos claros varones de la Compañía de Jesús, para los Religiosos de Ella. María de Quiñones, Madrid, 1643
- Doctrinae asceticae sive spiritualium institutionum pandectae. Lyon, 1643.
- Partida a la eternidad y preparación para la muerte. Madrid, 1643.
- De la devoción y patrocinio de San Miguel. María de Quiñones, Madrid, 1643.
- Corona virtuosa y virtud coronada. Francisco Maroto, Madrid, 1643.
- Del nuevo misterio de la piedra imßn y nueva descripción del globo terrestre. Madrid, 1643.
- Firmamento religioso de lucidos astros en algunos claros varones de la Compañía de Jesús Quiñones, Madrid, 1644.
- Honor del gran patriarca S. Ignacio de Loyola, fundador de la Compañía de Jesús, en que se Propone su Vida, y la de su Discípulo el Apóstol de las Indias S. Francisco Xavier. Con la Milagrosa Historia del Admirable Padre Marcelo Mastrilli, y las Noticias de Gran Multitud de Hijos del Mismo P. Ignacio, Varones Clarísimos en Santidad, Doctrina, Trabajos, y Obras Maravillosas en Servicio de la Iglesia. Quiñones, Madrid, 1645.
- Vida del Santo Padre Francisco de Borja Madrid, 1644.
- Partida a la eternidad y preparación a la muerte. Imprenta Real, Madrid, 1645.
- Vidas ejemplares y venerables memorias de algunos claros varones de la Compañía de Jesús, de los Cuales es este Tomo Cuarto. Alonso de Paredes, Madrid, 1647.
- De la constancia en la virtud y medios de perseverencia. Madrid, 1647.
- Epistolas del reverendo Padre Juan Eusebio Nieremberg, Religioso de la Compañía de Jesús. Publicadas pour Manuel de Faria y Sousa, Caballero de la Orden de Cristo, y de la Casa Real. por Alonso de Paredes, Madrid, 1649.
- Devocionario del santísimo Sacramento. Madrid, 1649.
- Cielo estrellado de María. Madrid, 1655.
- Obras cristianas del Padre Juan Eusebio Nieremberg. Tomo I de sus obras en romance, Imprenta Real, Madrid, 1665.
- Obras filosóficas del Padre Juan Eusebio Nieremberg. Tomo III, Imprenta Real, Madrid, 1664.
- Obras cristianas. Lucas Martín de Hermosilla, Sevilla, 1686.
- Vida de Santa Teresa de Jesús. Madrid, 1882.